# Fosse no 2 des mines de Carvin
La fosse no 2 de la Compagnie des mines de Carvin est un ancien charbonnage du Bassin minier du Nord-Pas-de-Calais, situé à Carvin. Les travaux commencent en avril 1861 à un peu plus d'un kilomètre au sud-sud-ouest de la fosse no 1. Le fonçage se déroule sans problèmes particuliers, et la fosse commence à produire en 1863. La mise en exploitation de cette fosse n'a pas permis d'augmenter en conséquence la production de la compagnie. Des habitations sont construites à proximité de la fosse. Un terril no 221 est édifié à proximité du carreau de fosse. Celle-ci est détruite durant la Première Guerre mondiale. Elle est ensuite reconstruite.
La Compagnie des mines de Carvin est nationalisée en 1946, et intègre le Groupe d'Oignies. La fosse no 2 est renommée fosse no 12 du Groupe d'Oignies. Elle cesse d'extraire en 1948 et d'aérer en 1955. Le terril est intégralement exploité.
Une entreprise s'installe sur le carreau de fosse. Au début du XXIe siècle, Charbonnages de France matérialise la tête de puits no 2.

## La fosse

### Fonçage
Le puits de la fosse no 2 est commencé en avril 1861 par la Compagnie des mines de Carvin sur le territoire de Carvin, à 1 360 mètres à l'ouest du clocher, près du chemin de la justice, et à 1 070 mètres au sud-sud-ouest de la fosse no 1.
Le puits est entrepris à l'altitude de 30,57 mètres,. Le niveau est passé sans difficulté, bien qu'il n'a pu être passé qu'à l'aide d'une forte machine d'épuisement. La venue d'eau maximale a été de 1 900 m3 par 24 heures à la profondeur de 55 mètres. Le cuvelage en bois va de sept mètres jusqu'à la profondeur de 83,29 mètres. Le diamètre utile du puits est de quatre mètres. Le terrain houiller est atteint à la profondeur de 140,18 mètres,.
Durant les travaux de fonçage, quatre veine sont rencontrées : la première veine, épaisse de treize centimètres et inclinés à 35°, est recoupée à la profondeur de 146,60 mètres, la deuxième, épaisse de trente centimètres, à 155,18 mètres, la troisième, épaisse de vingt centimètres et inclinée à 44°, à 156,58 mètres, enfin, la quatrième, épaisse de 32 centimètres et inclinée de 23°, est rencontrée à 176,12 mètres.

### Exploitation

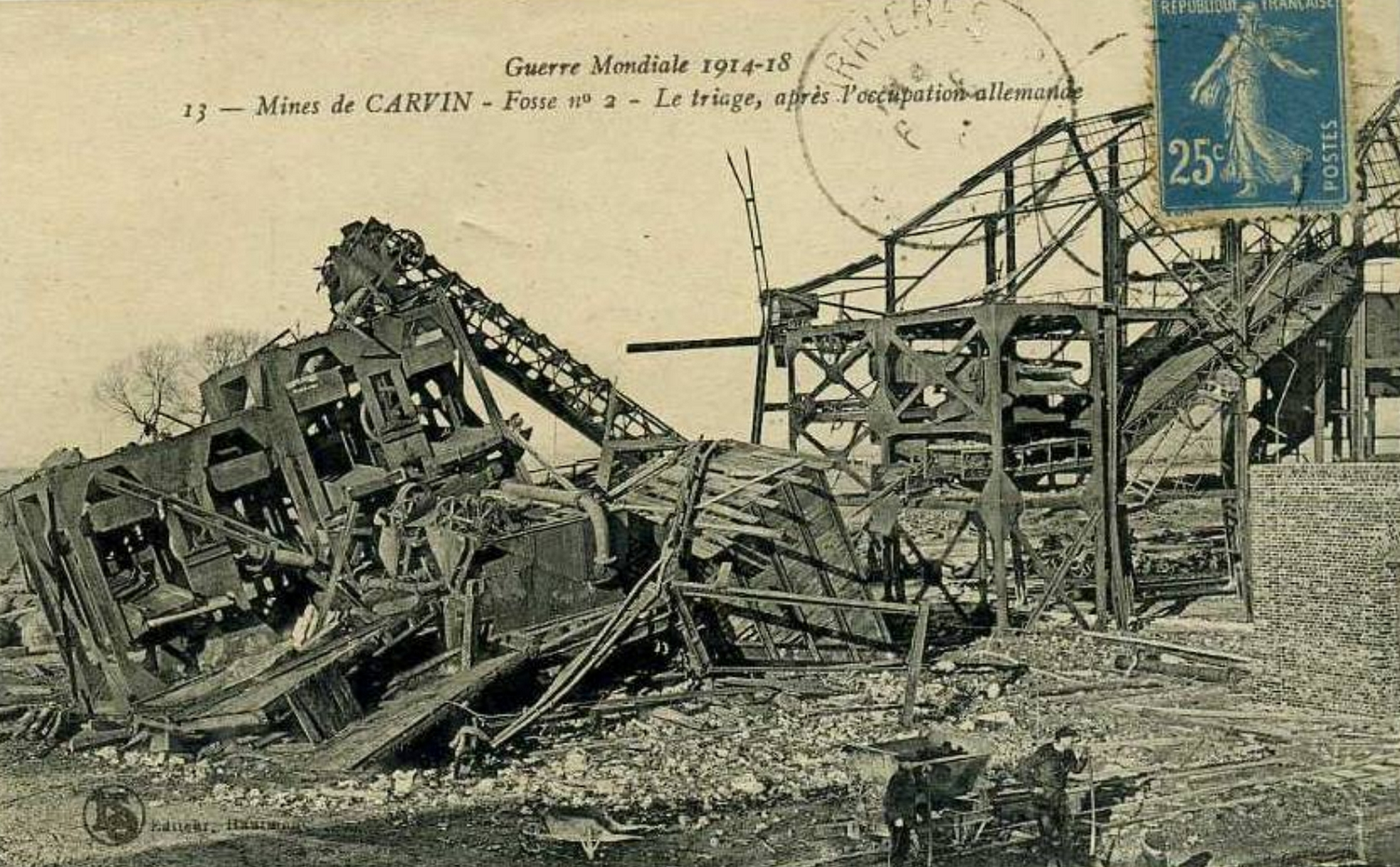
La fosse no 2 détruite.

La fosse entre en exploitation en 1863,. La mise en exploitation de la fosse no 2 n'amène pas une grande augmentation dans l'extraction de la Compagnie. Cette extraction qui est, avec une seule fosse, de 65 680 tonnes en 1862, ne s'élève, avec les deux fosses, qu'à 68 000 tonnes de 1863 à 1865, et à 77 000 tonnes de 1866 à 1869. L'exploitation fournit des houilles beaucoup plus maigres et de moins bonne qualité que celles de la fosse no 1. C'est une anomalie : la fosse no 2 est pourtant plus au centre du bassin, et la houille devient plus grasse, et renferme plus de matières volatiles, au fur et à mesure qu'on s'avance du nord au sud. La fosse no 3 est commencée en 1867 à 833 mètres au sud-est. Une machine d'extraction à deux cylindres est mise en place en 1868.
Dans les années 1890, le puits no 2 est profond de 299,20 mètres. Les accrochages sont établis à 168, 191, 240 et 297 mètres de profondeur. La fosse est détruite durant la Première Guerre mondiale. Elle est ensuite reconstruite.
La Compagnie des mines de Carvin est nationalisée en 1946, et intègre le Groupe d'Oignies. Pour éviter toute confusion avec la fosse no 2 des mines d'Ostricourt sise à Oignies, la fosse no 2 est renommée fosse no 12 du Groupe d'Oignies. Elle cesse d'extraire en 1948. Elle assure alors l'aérage jusqu'en 1955, date à laquelle son puits, profond de 299,20 mètres,, est remblayé.

### Reconversion
Le carreau de fosse est occupé par une entreprise. Au début du XXIe siècle, Charbonnages de France matérialise la tête de puits. Le BRGM y effectue des inspections chaque année. Le seul vestige de la fosse est le bâtiment des remises et ateliers.

## Le terril
50° 29′ 52″ N, 2° 56′ 31″ E

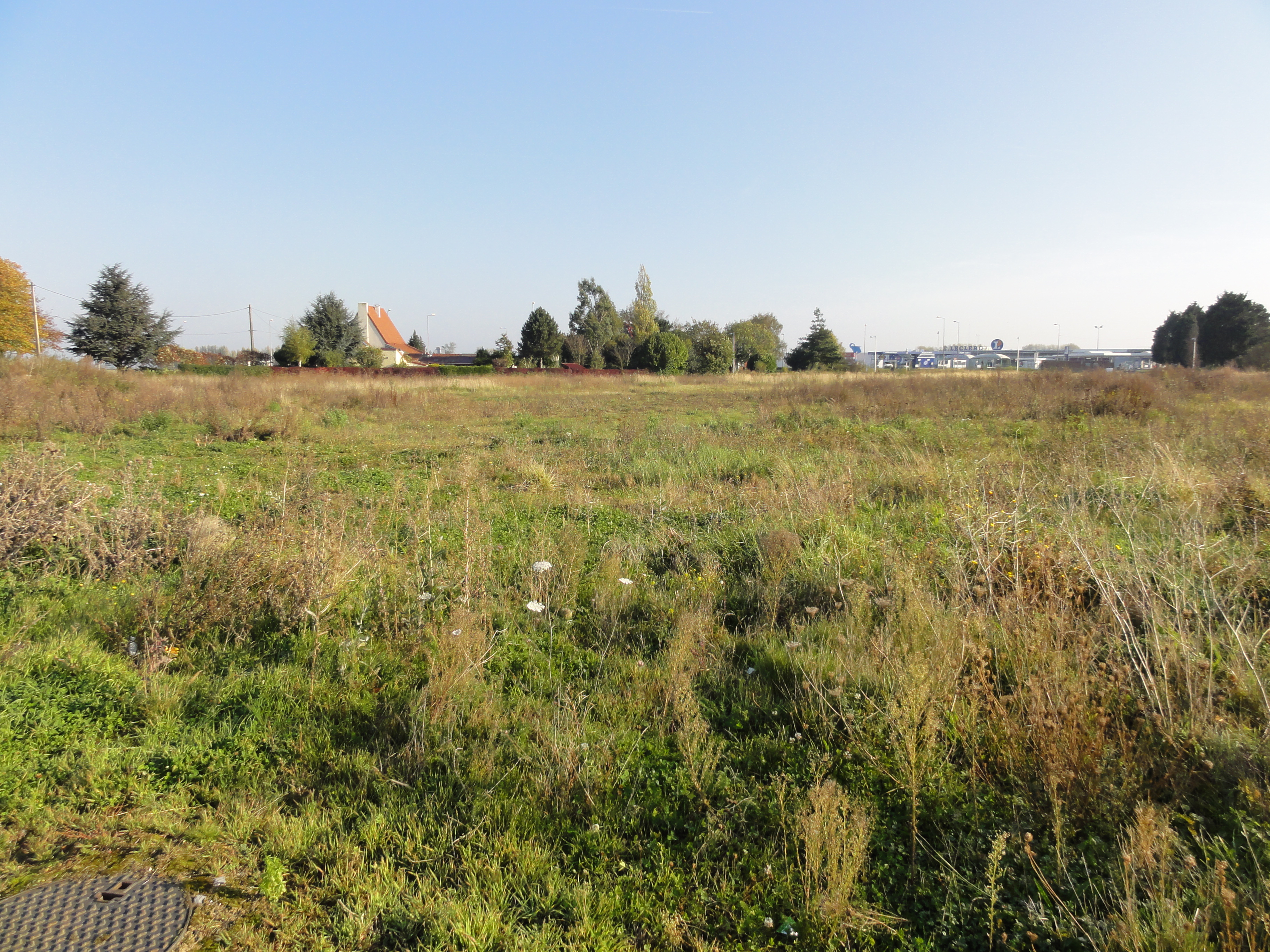
Le site du terril no 221.

Le terril no 221, disparu, situé à Carvin, était le terril plat de la fosse no 2 des mines de Carvin,.

## Les cités

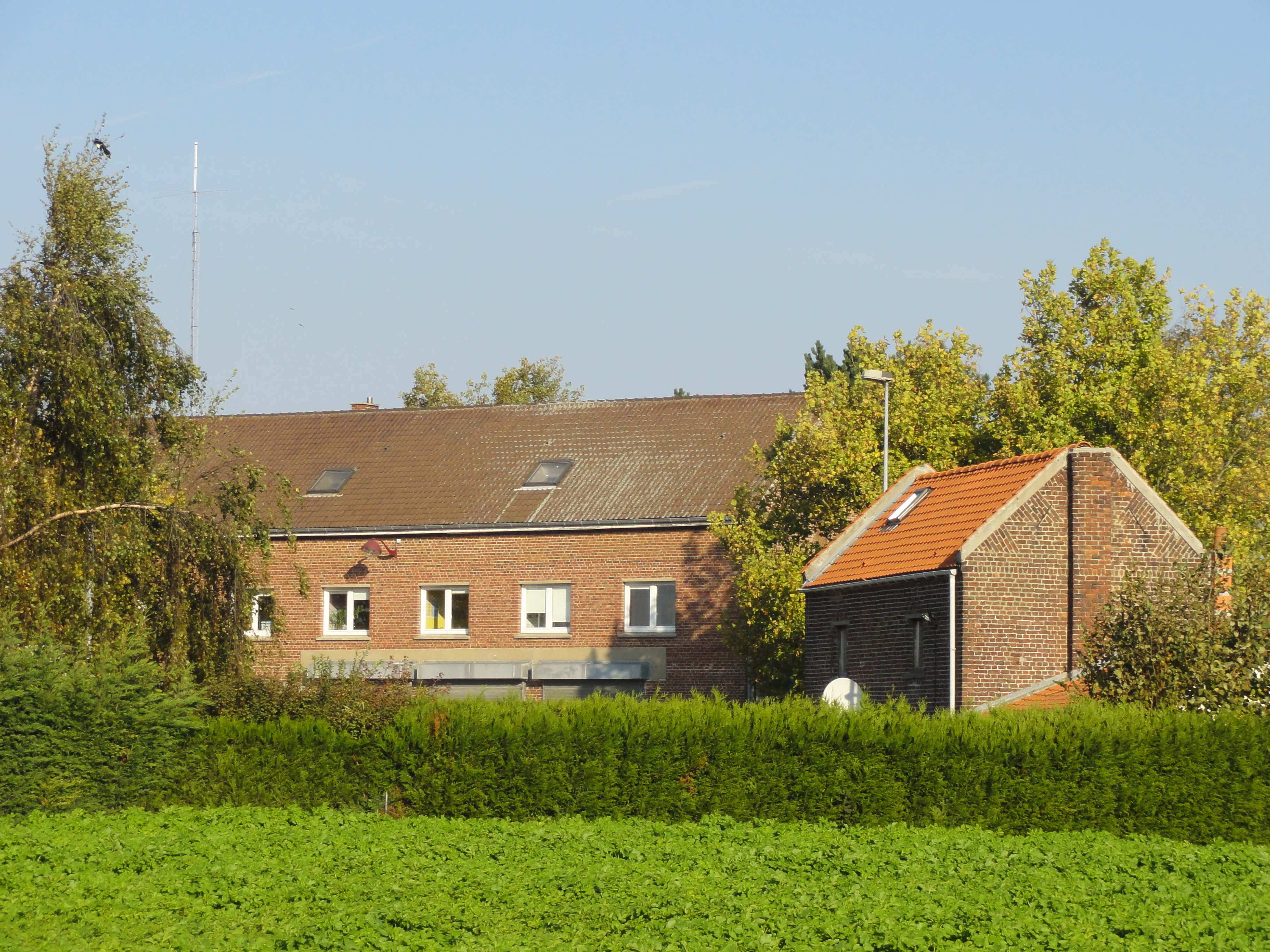
Un ancien coron.

Des habitations ont été bâties à proximité de la fosse no 2.